# Brachinus mexicanus
Brachinus mexicanus är en skalbaggsart som beskrevs av Pierre François Marie Auguste Dejean. Brachinus mexicanus ingår i släktet Brachinus och familjen jordlöpare. Inga underarter finns listade i Catalogue of Life.